# Danilo Acosta
Danilo Acosta (San Pedro Sula, 17 novembre 1997) è un calciatore honduregno con cittadinanza statunitense, difensore svincolato.

## Statistiche

### Presenze e reti nei club
Statistiche aggiornate al 21 gennaio 2020.
| Stagione              | Club                  | Campionato            | Campionato | Campionato | Coppe nazionali | Coppe nazionali | Coppe nazionali | Coppe continentali | Coppe continentali | Coppe continentali | Supercoppe | Supercoppe | Supercoppe | Totale | Totale |
| Stagione              | Club                  | Comp                  | Pres       | Reti       | Comp            | Pres            | Reti            | Comp               | Pres               | Reti               | Comp       | Pres       | Reti       | Pres   | Reti   |
| --------------------- | --------------------- | --------------------- | ---------- | ---------- | --------------- | --------------- | --------------- | ------------------ | ------------------ | ------------------ | ---------- | ---------- | ---------- | ------ | ------ |
| 2015                  | Real Monarchs         | USL                   | 4          | 0          | USOC            | 2               | 0               | -                  | -                  | -                  | -          | -          | -          | 6      | 0      |
| 2016                  | Real Monarchs         | USL                   | 18         | 0          | USOC            | -               | -               | -                  | -                  | -                  | -          | -          | -          | 18     | 0      |
| Totale Real Monarchs  | Totale Real Monarchs  | Totale Real Monarchs  | 22         | 0          |                 | 2               | 0               |                    | -                  | -                  |            | -          | -          | 24     | 0      |
| 2016                  | Real Salt Lake        | MLS                   | 0          | 0          | USOC            | 0               | 0               | CCL                | -                  | -                  | -          | -          | -          | 0      | 0      |
| 2017                  | Real Salt Lake        | MLS                   | 17         | 0          | USOC            | 0               | 0               | -                  | -                  | -                  | -          | -          | -          | 12     | 0      |
| 2018                  | Real Salt Lake        | MLS                   | 12         | 0          | USOC            | 0               | 0               | -                  | -                  | -                  | -          | -          | -          | 12     | 0      |
| Totale Real Salt Lake | Totale Real Salt Lake | Totale Real Salt Lake | 29         | 0          |                 | 0               | 0               |                    | -                  | -                  |            | -          | -          | 29     | 0      |
| 2019                  | Orlando City          | MLS                   | 8          | 0          | USOC            | 0               | 0               |                    | -                  | -                  | -          | -          | -          | 8      | 0      |
| 2020                  | LA Galaxy             | MLS                   | 0          | 0          |                 | -               | -               |                    | -                  | -                  | -          | -          | -          | 0      | 0      |
| 2021                  | LA Galaxy             | MLS                   | 2          | 0          |                 | -               | -               |                    | -                  | -                  | -          | -          | -          | 2      | 0      |
| Totale LA Galaxy      | Totale LA Galaxy      | Totale LA Galaxy      | 2          | 0          |                 | -               | -               |                    | -                  | -                  |            | -          | -          | 2      | 0      |
| Totale carriera       | Totale carriera       | Totale carriera       | 61         | 0          |                 | 2               | 0               |                    | -                  | -                  |            | -          | -          | 63     | 0      |